# 真島秀和
眞島秀和（日语：／ Mashima Hidekazu，1976年11月13日—），日本男演員，出生於山形縣米澤市，隸屬於ザズウ。

## 早期生活
獨生子，從米澤市立第一中學校畢業後，進入山形縣立米澤興讓館高等學校就讀，中學時代將時間都花在打籃球上。
高中畢業後進入東京的國士館大學法學部法律學科。由於大學的朋友很多在跳舞與玩音樂，想加入那樣的世界，加上對電影也越來越有興趣，喜歡上北野武的電影，以及受到當時名片《猜火車》、《刺激1995》帶來的震撼，想成為能演出這類作品的人，因此開始以電影演員為目標，21歲左右參加演員培訓所，並與朋友自行拍攝獨立電影。

## 演藝生涯
1999年被當時還就讀日本映畫大學的在日朝鮮導演李相日發掘，主演描述在日韓人青春期生活的畢業作品《青〜chong〜》，後來也因拍攝電影而長期缺課，最後不顧父母反對輟學。大學輟學後，母親因此病倒在床上躺了三個月，讓他至今仍有罪惡感。
24歲時在導演篠原哲雄介紹下，進到目前的經紀公司「ザズウ」。2005年在獨立電影《心中エレジー》再次擔任主演，2007年則在NHK講述日本女子與韓國男子愛情故事的三集連續劇《海峽》擔任準主演，也是他在演藝生涯的轉捩點。
2012年6月23日起，受邀擔任山形「美姬米」（つや姫）大使；隔年5月3日起，則擔任山形縣米澤市「おしょうしな観光大使」。
2018年，連續兩季在《總覺得鄰家更幸福》與《大叔之愛》中演出廣受好評的同志角色後，知名度大為上升，更在《週刊TVガイド》讀者明信片回函投票的STAR RANKING（10/27 - 11/2）中，榮登第二名寶座。
2019年，在深夜劇《三溫暖男～不知是汗還是淚～》第一次擔任連續劇主演。

## 個人生活
在朋友間的綽號為まっしー，母親與阿嬤則稱他為秀ちゃん。自認是愛乾淨、一板一眼的人，但不會干涉他人。與看似沉默的外表不同，其實非常健談。
完全不會游泳。演員吉田鋼太郎對他的評價則是「那傢伙明明平常很紳士，一喝酒似乎就變得很強勢的樣子。」

### 寵物
由於沒有手足，小時候的玩伴是家裡養的狗，而且也非常喜歡動物。
從不明年份到2012年，曾養過一隻年老的公貓。自述當時一整天若沒事的話，腦中都會想著貓的事情，也會讀寵物雜誌了解貓，喜歡貓到希望變成貓的程度。貓咪過世後，由於覺得很寂寞，因此到寵物店買了一隻吉娃娃來養，取名叫「小花」（ハナちゃん）
如果要變成動物的話，想變成「受主人溺愛的貓與狗」。由於常被人評論長得像藏狐，所以很想跟藏狐見面。

### 嗜好
喜歡麻將，曾在2002年的訪問中，提到平常靠打麻將、騎機車紓壓，但2018時的訪問則說除了開車，幾乎沒有其他興趣。
高中生時代常看趨勢劇，因此影響他甚深的是當時很迷的東京愛情故事，長久喜歡的連續劇則是《來自北國》。聽了賽門與葛芬柯、披頭四樂團、老鷹合唱團、芝加哥合唱團而喜歡上音樂，現在各種類型都聽。從中學聽到現在的療癒愛歌是老鷹合唱團的〈加州旅館〉。從以前到現在一直有在聽的專輯則是東京斯卡樂園管絃樂團的《The Last》，也常聽澳洲樂團Blue King Brwon的音樂。最近（2018年11月）在意的音樂人是，常常一起喝酒，唱過大叔之愛主題曲的樂團無限開關的主唱大橋卓彌。
有固定看漫畫的習慣，自述是鬥牌傳說的大粉絲，意外被選上演出電視版第二季的角色「矢木圭次」。

### 人際
與同經紀公司，差一學年的山中崇是好友。演出大叔之愛後，與男演員田中圭成為好友。由於住的地方很近，兩人一周見面三次左右，會一起吃飯、喝酒、慢跑、玩過鬼抓人。藉由田中圭創立的大叔之愛LINE群組，以及舞台劇、新劇等機會，頻繁與其他同戲演員，如林遣都、金子大地一起吃喝、玩電動。
妻子為日本麻將界名人渡邊洋香，兩人在2016年低調成婚。2019年被《Flash》雜誌爆料，事務所承認婚訊。

### 其他
2020年8月6日，因為發燒而進行PCR檢查，隔日確診2019冠状病毒病陽性。當月24日，經紀公司在推特發布療程結束，感謝各界關心與行政、醫療機構的貼文。

## 作品

### 電影
- 青〜chong〜（1999年） - 飾演 楊大成　※主演
- 突入！淺間山莊事件（2002年5月11日）
- 群青之夜的羽毛布（2002年10月5日）
- 少女惨殺スワンズソング（2002年11月9日） - 飾演 今村警官
- 黃泉路（2003年1月18日） - 飾演 警備員
- 我的爺爺（2003年4月5日） - 飾演 Masa
- 大搜查線2 封鎖彩虹橋（2003年7月19日） - 飾演 警視廳刑事部搜査一課搜査員
- 咒怨2（2003年8月23日） - 飾演 助理導播
- ここに、幸あり（2003年8月30日）
- 霧島美麗的夏天（2003年12月6日） - 飾演 淺井少尉
- 最も危険な刑事まつり（2003年）
- COSMIC RESCUE（2003年）
- 真・雀鬼17（2003年）- 飾演 中原誠也
- 真・雀鬼18（2004年）- 飾演 中原誠也
- 男人與流浪狗（2004年5月1日）
- 甜心戰士（2004年5月29日）
- 69 sixty nine（2004年7月10日）- 飾演 警察
- 搖擺女孩（2004年9月11日） - 飾演 工廠兄弟檔的哥哥·高志（擔任電影的方言指導）
- 笑之大學（2004年10月30日） - 飾演 貫一
- 血與骨（2004年11月6日） - 飾演 鄭烈
- ニワトリはハダシだ（2004年11月13日） - 飾演 警官
- 鬼來電2（2005年2月5日） - 飾演 本宮勇作的部下·紺野克彥
- 金絲雀（2005年3月12日）
- 村之寫真集（2005年4月23日） - 飾演 宮島博
- 遇人不熟（2005年7月16日） - 飾演 淺井組的組員
- 心中エレジー（2005年7月30日） - 飾演 田中萬代　※主演
- あそこの席（2005年9月3日） - 飾演 市川史朗
- 天堂失格（2005年10月8日）
- 誰がために（2005年10月15日）
- TWO LOVE（2005年） - 大村
- 輪迴（2006年1月7日） - 飾演 助理導播
- 四谷怪談（2006年）
- 扶桑花女孩（2006年9月23日） - 飾演 徹
- 穿越時空·地下鐵（2006年10月21日）
- キャッチボール屋（2006年10月21日）
- 電影情人夢（2006年10月28日） - 飾演 佐佐木前輩
- ネコと金魚の恋物語（2006年12月2日）
- 死亡檔案 Death File（2006年）
- 死亡檔案2 Death File 2（2006年）
- 家鴨與野鴨的置物櫃（2007年6月23日） - 飾演 公車司機
- HERO（2007年9月8日） - 飾演 特別搜查部檢察官·東山克彥
- 雨の翼（2008年2月9日） - 飾演 紀野幸也
- 死神的精準度（2008年3月22日）
- Beauty うつくしいもの（2008年5月10日） - 飾演 佐伯剛三郎
- 世界で一番美しい夜（2008年5月24日）
- 246奇幻公路（2008年8月23日） - 飾演 大木
- 咒靈／蛇少女（2008年9月20日） - 飾演 劇中劇的男演員
- 幸福料理／幸福的馨香（2008年10月12日）
- 一首Punk歌救地球（2009年3月20日） - 飾演 谷
- 維榮之妻：櫻桃與蒲公英（2009年10月10日）
- 銀色的雨（2009年11月28日） - 飾演 柳澤
- 型男特警：革命篇（2011年3月12日） - 飾演 恐怖份子菊池
- 吉貓出租（2012年5月12日）
- 人生、いろどり（2012年9月15日）
- 夜鷹之星（2012年9月22日） - 飾演 本郷ゆきお
- 橫道世之介（2013年2月23日） - 飾演 加藤的朋友
- 京太のおつかい（2014年） - 飾演 篤史
- 神劍闖江湖 京都大火篇（2014年8月1日） - 飾演 高野
- 神劍闖江湖：傳說的最終篇（2014年9月13日） - 飾演 高野
- 不可思議的海岸物語（2014年10月11日）
- 陌生的憑弔者（2015年2月14日，東映）- 飾演 高久保大剛
- 再會吧！青春小鳥（2015年2月28日）
- DECEMBER 17（2016年）
- 人生的約定（2016年1月9日）- 飾演 風間
- 請與我的妻子結婚（2016年11月5日） - 業田豐
- 愚行錄（2017年2月18日） - 飾演 田向的同事·渡邊正人
- 話す犬を、放す（2017年3月11日） - 飾演 三田大輔
- リトル京太の冒険（2017年4月1日） - 飾演 篤史
- 心に吹く風（2017年6月17日） - 飾演 Ryousuke（主演）
- 戀愛與謊言／戀愛禁止的世界（2017年10月14日）- 飾演 政府官員
- 冰菓（2017年11月3日） - 飾演 關谷純
- 行個禮，親個吻（2017年11月11日） - 飾演 三神要
- もんちゃん（2018年2月24日） - 飾演 もんちゃん的爸爸
- 盛情款待（2018年3月3日） - 飾演 梨花的上司·岡田
- 當愛沉睡時（2018年5月12日） - 飾演 こうすけ（片中小說裡的男子）
- 天空餐廳（2019年1月25日） - 飾演 朝田一行
- 赤い雪 Red Snow（2019年2月1日） - 飾演 失蹤少年的父親·白川博史
- 大叔之愛電影版（2019年8月23日）- 飾演 武川政宗
- 蜜蜂與遠雷（2019年10月4日） - 飾演 鋼琴調音師
- 女王偵訊室 THE FINAL（2023年6月16日） - 飾演 真壁匡

### 電視
- 2001年 - 2002年
  - ハート（Heart/Hurt）（2001年9月3日 - 11月5日，NHK）
  - 抬頭仰望你 第3話、第4話（2002年3月5、日12日，NHK）
  - 愛之歌 第6話（2002年5月12日，BS-i） - 飾演 南宏一朗
  - 強行犯捜査第七係（2002年6月29日，NHK-BShi）
  - 茂七事件簿 新詭怪傳說 第6話「紙吹雪」（2002年8月2日，NHK）
  - 私家偵探濱麥克 第11話（2002年9月9日，讀賣電視台）
  - よど号ハイジャック事件（2002年9月23日，日本電視台）
  - 手機刑警錢形愛 第8話（2002年11月24日，BS-i）
  - 特警二人組 第11話（2002年12月17日，富士電視台）
- 2003年 - 2004年
  - 心魔大審判 PART1 第3話（2003年1月31日，朝日電視台）
  - 橫山秀夫懸疑劇：密室的漏洞（2003年5月5日，TBS） - 飾演 杉山克美
  - 新夜逃屋本舖第4話（2003年5月7日，日本電視台）
  - 獻給一個夏天的爸爸（2003年8月27日，TBS）
  - 犬神家一族（2004年4月3日，富士電視台） - 飾演 犬神佐智
  - 土曜Wide劇場 女変装捜査官（2004年7月31日，朝日電視台） - 飾演 加山力
- 2005年 - 2006年
  - 佐藤四姐妹（2005年5月8日，BS-i）
  - 這裡是本池上署 第五季 第8話（2005年8月1日，TBS） - 飾演 堀池琢也
  - アウトリミット（2005年10月10日，WOWOW）
  - 來自日本的救命簽證（2005年10月11日，讀賣電視台）- 飾演 滿州國日本兵
  - 逃亡者 木島丈一郎（2005年12月10日，富士電視台） - 警視廳刑事部捜査一課強行犯捜査（三-十）係
  - ロケットボーイズ（2006年1月9日 - 3月27日，東京電視台）
  - 非關正義 第1-4話（2006年1月10日 - 1月31日，關西電視台） - 飾演 平井唯人
  - 藍色描點（2006年9月8日，富士電視台） - 飾演 赤澤健二
  - 風味絕佳 第3、4話（2006年9月13日，富士電視台） - 飾演 矢口智之
  - マエストロ（2006年9月24日，WOWOW）
  - 小護士當家／護士小葵 特別篇（2006年9月26日，富士電視台）
  - 紅の紋章（2006年10月2日 - 12月27日，東海電視台） - 飾演 相川洋
- 2007年 - 2008年
  - 月曜GOLDEN 稅務調查官窗際太郎的事件簿 15（2007年1月8日） - 飾演 藤崎
  - 顔のない女（2007年1月14日，BS東視；1月17日，東京電視台） - 飾演 遠山丈一郎
  - 恋する日曜日 第三季 第3話「マネキンの恋」（2007年1月20日，BS-i）
  - 禿鷹（2007年2月17日 - 3月24日，NHK）
  - 死神的歌謠 第9話〈悲傷與白色善良的盡頭。girrafe tears〉（2007年3月5日，東京電視台） - 飾演 町野源
  - 百鬼夜行抄 第6話（2007年3月10日，日本電視台） - 飾演 黑崎
  - 怪奇大作戰-第二檔案 第3話（2007年4月16日，NHK BShi）
  - 駅弁刑事・神保徳之助 旅情みちのく殺人紀行（2007年4月30日，TBS） - 飾演 河原大輔
  - 海峽（2007年11月17日、23日、24日，NHK） - 朴俊仁（木戸俊二）（準主演）
  - 明天的喜多善男（2008年1月8日 - 3月18日，關西電視台） - 飾演 丸山
  - 鳥肌／雞皮疙瘩3 第六話〈脫離常識的殘酷結局〉（2008年4月2日，富士電視台）
  - 花衣夢衣（2008年3月31日 - 6月27日，東海電視台）- 飾演 羽嶋將士
  - 家長是怪獸（2008年7月1日 - 9月9日，關西電視台）- 飾演 加藤和臣
  - 世界奇妙物語 秋之特別篇〈能讓人排隊的刑警〉（2008年9月23日，富士電視台） - 飾演 導演
  - 恋うたドラマSP・「竹内まりや・純愛ラプソティー」（2008年10月8日，TBS）
  - 相棒 season7 第3話〈沈默的金絲雀〉（2008年11月5日，朝日電視台 / 東映） - 飾演 公設秘書・松岡京介
  - 白色榮光 第5、7、9話（2008年10月14日 - 12月23日，關西電視台） - 飾演 青木一志
- 2009年 - 2010年
  - 三角效應 第2話、第3話、第4話、第7話（2009年1月6日 - 3月17日，關西電視台）- 飾演 秘書・室井
  - 妄想姐妹第3話（2009年1月31日，日本電視台） - 飾演 作家
  - 被迫歸來的33分偵探 第13話〈演歌歌手殺人事件〉（2009年4月18日，富士電視台）- 飾演 演歌歌手・神崎誠二
  - 結婚萬歲 第4話（2009年5月11日，富士電視台） - 飾演 鈴元
  - 月曜GOLDEN 二重裁判（2009年6月1日） - 貿易公司職員・廣瀨輝夫
  - 白洲次郎 第3回「ラスプーチンの涙」（2009年9月23日，NHK） - 新聞記者・本多誠二
  - 為何你能與絕望戰鬥（2010年9月25日 - 26日，WOWOW）- 飾演 町田道彥
  - 天地人（2009年，NHK） - 飾演 豐臣秀次
  - 白色榮光 SP2：南丁格爾的沉默（2009年10月9日，關西電視台） - 飾演 青木一志
  - 詐欺遊戲 第二季（2009年11月10日 - 2010年1月19日，富士電視台）- 飾演 菊地翔
  - 內田康夫旅情サスペンス 岡部警部シリーズ 4 シーラカンス殺人事件（2009年11月27日） - 飾演 新聞記者・一条秀夫
  - 鬼太郎之妻 第85話以後（2010年3月29日 - 9月25日，NHK） - 飾演 編集長・豊川悟
  - 大魔神華音（2010年4月2日 - 10月1日，東京電視台） - 飾演 太平
  - 我家的歷史（2010年4月9日、10日、11日，富士電視台）
  - 逃亡律師 最終話（2010年9月14日，關西電視台） - 飾演 尾崎検察官
  - 飛特族，買個家。 第3話以後（2010年10月19日 - 12月21日，富士電視台） - 飾演 山賀亮介
  - 森林的牽牛花 第7話「新人刑務官の父の死刑囚!!」（2010年11月29日，東京電視台） - 飾演 山本憲人

- 2011年 - 2012年
  - 土曜Wide劇場 殺人予告（2011年1月29日） - 飾演 相羽克彥
  - 私が初めて創ったドラマ 第17回「リボルバーズ」（2011年2月4日，NHK-BShi） - 飾演 嶋田
  - 總理的密使（2011年2月21日，TBS） - 飾演 谷内正太郎
  - 格力高・森永事件（2011年3月，NHK-BShi） - 飾演 辻特殊班係長（大阪府警捜査一課）
  - 監察医七浦小夜子・法医学者の事件プロファイル（2011年4月22日） - 飾演 佐野真人
  - 仁醫2 第4話、8話、9話（2011年5月8日、6月5日、12日，TBS） - 飾演 大久保一藏
  - 世界奇妙物語 21世紀21年目的特別編〈踢罐子〉（2011年5月14日，富士電視台） - 飾演 八木進
  - 下流之宴 第3話以後（2011年5月31日 - 7月19日，NHK） - 北沢玲一
  - 東野圭吾3週連續特別篇 第一彈〈十一字殺人〉（2011年6月10日，富士電視台） - 飾演 篠原功一
  - 未解決事件 file.01「格力高・森永事件」（2011年7月29日、30日，NHK） - 飾演 辻特殊班係長（大阪府警捜査一課）
  - 下町火箭（2011年8月21日 - 9月18日，WOWOW） - 飾演 富山敬治
  - 魔術的耳語（2011年9月9日，富士電視台） - 飾演 田沢賢一
  - 警視廳搜查一課9係 最終話「最後的子彈」（2011年9月14日，朝日電視台 / 東映） - 飾演 一条守
  - 飛特族，買個家。 特別篇（2011年10月4日，富士電視台） - 飾演 山賀亮介
  - 賞金女王 第1-3話（2011年10月11日、18日、25日，關西電視台） - 飾演 和久井真平
  - 警部補・佐々木丈太郎 4（2011年11月25日） - 飾演 濱田功
  - 科搜研之女 第11季 ep.7（2011年12月1日，朝日電視台） - 飾演 柴崎修
  - 忠臣藏～義和愛（2012年1月2日，東京電視台） - 飾演 大高源吾
  - 命運之人 第6-8話、最終話（2012年2月19日、26日、3月4日、18日，TBS） - 飾演 松中雄也
  - 繼父 第5話、第9話 - 最終話（2012年2月6日、3月5日 - 19日，TBS） - 飾演 久島啓一
  - 工作大未來—從13歲開始迎向世界 第6話（2012年2月17日，朝日電視台） - 飾演 猛
  - 家族八景 第5話（2012年2月16日，每日放送） - 飾演 根岸新三
  - 向田邦子Innocent 第2話〈金魚的夢〉（2012年3月31日，WOWOW） - 飾演 常客
  - Friend-Ship Project〜タクのタクシー〜（2012年3月31日，東京電視台） - 飾演 山中
  - 水曜推理9 偽証法廷（2012年4月4日） - 飾演 萬城目邦彦
  - Answer～警視廳檢證搜查官／關鍵罪證（2012年4月18日 - 6月13日，朝日電視台） - 飾演 幸村勇
  - 遺留搜查（2012年 - 2015年，朝日電視台） - 飾演 遠山修介
    - 第2季（2012年7月12日 - 9月6日）
    - 第3季（2013年4月17日 - 6月12日）
    - 特別篇（2013年11月10日、2014年8月9日、10月19日、2015年5月17日）

  - ABUアジア子どもドラマシリーズ（日本）「ヒカルの掃除」（2012年8月1日，NHK）
  - 花之冠（2012年9月14日，朝日電視台） - 飾演 大庭一郎
  - 尾根のかなたに〜父と息子の日航機墜落事故〜（2012年10月7日 - 10月14日，WOWOW）
  - 結婚不結婚 第4話（2012年11月1日，富士電視台） - 飾演 工藤遼平
  - Going My Home 第4話、5話、7話（2012年11月6日、13日、27日，關西電視台） - 飾演 中津和哉
  - 破案怪獸／怪物 第6話（2012年11月25日，TBS） - 飾演 香川修一
  - 孤獨的美食家／美食不孤單 第二季 最終話（2012年12月26日，東京電視台） - 飾演 酒吧老闆

- 2013年 - 2014年
  - APOYAN～奔跑吧國際機場（2013年1月17日 - 3月21日，TBS） - 飾演 田波浩一
  - カウンターのふたり 第二季 第13話「もうひとつの人生」（2013年1月25日，TwellV） - 飾演 前田慎平
  - 救急救命士・牧田沙織9（2013年2月23日） - 飾演 小嶋義和
  - 末班車再見／終電Bye Bye 第7話（2013年2月25日，TBS） - 飾演 椎田
  - 事件屋稼業（2013年5月17日） - 飾演 水野真一
  - DOCTORS 最強名醫 2013年特別篇（2013年6月1日，朝日電視台） - 飾演 雪村謙一
  - 七場會議（2013年7月13日 - 8月3日，NHK） - 飾演 坂戶宣彥
  - 庶務二課2013第2話（2013年7月17日，富士電視台） - 飾演 坂卷
  - 神的貝雷帽～手塚治虫的怪醫黑傑克創作秘辛（2013年9月24日，關西電視台） - 飾演 梅谷幸隆（經紀人）
  - 黑河內（2013年10月11日 - 12月13日，TBS） - 飾演 城尾平藏
  - 變身訪問者的憂鬱（2013年10月21日 - 12月23日，TBS） - 飾演 甘粕真一
  - 一幣通關小子：我們的電玩史 第8話（2013年11月22日，東京電視台） - 飾演 利曼
  - 花開明日（2014年1月5日 - 2月23日，NHK BS Premium） - 飾演 花咲大
  - 軍師官兵衛 第9、10、15、18、24話（2014年1月5日 - 12月21日） - 飾演 顯如
  - 女王偵訊室（2014年1月9日 - 3月13日，朝日電視台） - 飾演 真壁匡
  - 失戀巧克力職人（2014年1月13日 - 3月24日，富士電視台） - 飾演 - 吉岡幸彥
  - MARUHO之女～保險犯罪調查員（2014年4月11日 - 6月13日，東京電視台） - 飾演 御木宗一郎
  - 愛麗絲的復仇／愛麗絲之棘（2014年4月11日 - 6月13日，TBS） - 飾演 小山内孝夫
  - 同學會後愛上你／同窗生～人生談三次戀愛 第6、7話（2014年8月14日、21日，TBS） - 飾演 森川
  - 罪人的謊言（2014年8月31日 - 9月28日，WOWOW） - 飾演 久保耀司
  - ST破案天團／ST 紅與白的搜查 第9話（2014年9月10日，日本電視台） - 飾演 冰川涼介
  - Mothers（2014年10月18日，中京電視台） - 飾演 澤井高志
  - Cinderella Date（2014年11月3日 - 12月26日，東海電視台） - 飾演 結城涼太
  - 深夜食堂 第三季 第5話（2014年11月19日，每日放送） - 飾演 志賀
  - 月曜GOLDEN 全盲的我當上律師的理由SP（2014年12月1日） - 飾演 安藤和哉
  - 水曜推理9 検事・沢木正夫2（2014年12月24日） - 飾演 柳田節雄

- 2015年 - 2016年
  - 純白（2015年1月13日 - 3月17日，TBS） - 飾演 大江淳平
  - 黑心護士（2015年2月13日，富士電視台）- 飾演 岩田
  - クロハ 〜機捜の女性捜査官〜（2015年2月22日，朝日電視台）- 飾演 神崎修
  - 歡迎來我家（2015年4月13日 - 6月15日，富士電視台）- 飾演 波戶清治
  - 傾奇者慶次（2015年4月9日 - 6月18日，NHK）- 飾演 石田三成
  - 救急救命士・牧田沙織10（2015年5月9日） - 飾演 小嶋義和
  - 刑警七人 第4話（2015年8月5日，朝日電視台）- 飾演 高杉賢吾
  - 京都人的私房雅趣 夏〈木屋町 咖啡夢譚〉（2015年8月15日，NHK BS Premium）
  - 馬子們！寫給曾經被我愛過傷害過的你們（2015年9月28日 - 10月1日，富士電視台） - 飾演 祐輔的父親
  - 郷土の偉人シリーズ 長野濬平〜近代養蚕業の開祖〜（2015年11月1日，熊本電視台）- 飾演 速水堅曹
  - 臨時男友（2015年11月3日 - 12月22日，NHK BS Premium）- 飾演 日下部仁
  - 私の青おに（2015年11月18日，NHK BS Premium）- 飾演 結城一也
  - 思念總在分手後第39話（2015年11月20日，東海電視台）- 飾演 結城涼太
  - 這本推理小說真厲害～來自暢銷作家的挑戰書「冬、来たる」（2015年11月30日，TBS） - 飾演 博
  - Specialist 第4話（2016年2月4日，朝日電視台） - 飾演 矢橋宗一
  - 福田和子 整形逃亡15年（2016年3月17日，朝日電視台） - 飾演 五十嵐忠
  - 我的危險妻子（2016年4月19日 - 6月14日，關西電視台）- 飾演 緒方彰吾
  - 未解決事件 file.05「洛克希德事件」（2016年7月23日・24日，NHK） - 飾演 NHK社會部 記者（吉永番）伊達孝雄
  - 模仿犯（2016年9月21日・22日，東京電視台） - 飾演 秋津信吾
  - 狙擊（2016年10月2日，朝日電視台） - 齊木優也
  - 鐵證懸案～真相之門～ 第8話〈千禧年〉（2016年12月10日，WOWOW） - 飾演 三島武司

- 2017年 - 2018年
  - 媽媽，不當您女兒可以嗎？（2017年1月13日 - 3月3日，NHK） - 飾演 太田和幸
  - 水曜推理9 警視廳特命刑事☆二人2（2017年1月25日） - 飾演 柳瀨信也
  - 視覺偵探 日暮旅人 第3話、第6話（2017年2月5日・26日，日本電視台） - 飾演 雪路勝彥
  - 感情8號線 第4 - 6話（2017年2月5日、12日、19日，富士電視台TWO） - 飾演 坂本
  - Byplayers 如果六位名配角同住一個屋簷下 第6話（2017年2月18日，東京電視台）- 眞島秀和（本人）
  - 現金律師（2017年3月5日，東京電視台） - 飾演 加賀谷秀人
  - 十九歳（2017年3月27日 - 3月31日，富士電視台TWO、4月5日，富士電視台）- 飾演 青馬昇
  - CRISIS 特別搜查隊 第1、2、8話（2017年4月11日、18日、5月30日，關西電視台）- 飾演 林智史
  - BS時代劇 立花登的青春2 第5回（2017年5月5日，NHK BS Premium）- 飾演 市次郎
  - 女王偵訊室2 第8話、最終話（2017年6月8日、15日，朝日電視台）- 飾演 峰岸充彥
  - 搶救老公大作戰 第1話（2017年7月8日，日本電視台）- 飾演 宮坂徹
  - 時尚熟女生死鬥／瑟西爾的企圖 第1 - 4話（2017年7月13日 - 8月3日，富士電視台）- 飾演 石井修也
  - Plage（2017年8月12日 - 9月9日，WOWOW） - 飾演 野口彰
  - 偵探物語（2017年9月15日，TBS） - 飾演 小栗上野介
  - 鬥牌傳說「龍崎・矢木篇、市川篇」（2017年10月13日 - 11月10日，SKY PerfecTV! - 飾演 矢木圭次
  - 單戀 第2話、第3話（2017年10月28日、11月4日，WOWOW）- 飾演 廣川幸夫
  - 總覺得鄰家更幸福／嬌妻芳鄰問題多（2018年1月18日 - 3月22日，富士電視台）- 飾演 廣瀨涉
  - PTA爺爺（2018年4月8日 - 5月27日，NHK BS Premium）- 飾演 瀬古圭太郎
  - 半邊藍天 第9話、第10話（2018年4月11日 - 12日，NHK） - 飾演 醫師
  - 大叔之愛（2018年4月21日 - 6月2日，朝日電視台）- 飾演 武川政宗
  - Double Fantasy／奈津的獨白（2018年6月16日 - 7月14日，WOWOW） - 飾演 高遠省吾
  - 駐在刑事（2018年10月19日 - 12月7日，東京電視台）- 飾演 小宮山勇人
  - 我與尾巴與神樂坂（2018年10月12日 - 11月30日，朝日電視台） - 飾演 加瀨佑
  - 變成烏鴉的我俯視地上的世界（2018年11月10日，NHK BS Premium）- 飾演 坂口雅彥
  - Silent Voice～行動心理搜查官・楯岡繪麻～ 第7話（2018年11月24日，BS東視）- 飾演 木谷徹
  - 信（2018年12月19日，東京電視台）- 飾演 町谷健二

- 2019年 - 2020年
  - 被偷走的臉／被盜的臉 第5話（2019年2月2日，WOWOW）- 飾演 大牟田
  - 完美犯罪（2019年1月20日 - 3月24日，朝日電視台）- 飾演 冬木拓馬
  - 螺旋～町工場的奇蹟～（2019年4月15日 - 6月3日，東京電視台）- 飾演 村尾浩一
  - 坡道上的家（2019年4月27日 - 6月1日，WOWOW）- 飾演 安藤壽士
  - 偽裝不倫 第4話 - 最終話（2019年7月31日 - 9月11日，日本電視台）- 飾演 一之瀨隆美
  - 三溫暖男～不知是汗還是淚～（2019年8月26日 - 11月11日，ABC電視台）- 飾演 黑柳Yoshitomo　※主演
  - 詐欺刑事（2019年8月31日 - 9月28日，NHK）- 飾演 森安
  - 麒麟來了 第5話 - 最終回（2020年2月16日 - 2021年2月7日，NHK）- 飾演 細川藤孝
  - 東京LINE情故事（2020年2月2日 - 4月5日，讀賣電視台、TSUTAYA Premium、bilibili）- 飾演 德川良正
  - 能遇見你還有3次（2020年3月31日，關西電視台）
  - Switch（2020年6月21日，朝日電視台）- 飾演 鈴木貴司
  - 大叔喜歡可愛小玩意（2020年8月13日 - 9月10日，讀賣電視台）- 飾演 小路三貴　※主演
  - 極道主夫 第10話（2020年12月13日，讀賣電視台）- 飾演 川谷医師

- 2021年 - 2022年
  - 虹色病歷簿（2021年1月21日 - 3月18日，朝日電視台）- 飾演 橙田晴信
  - 清子（2021年3月20日，NHK）- 飾演 白石賢一
  - 白鷹雨音的搜查檔案（2021年3月22日，東京電視台）- 飾演 草野誠也
  - 密告之歌 警視廳監察檔案（2021年8月22日 - 9月26日，WOWOW）
  - X光室的奇蹟 第二季 第2話（2021年10月11日，富士電視台）- 飾演 速川一郎
  - 雨之日（2021年11月3日，NHK）- 飾演 山村誠一
  - ＃居酒屋新幹線（2021年12月15日 - 2022年2月9日，MBS・TBS《至第8話》、銀河頻道（2022年2月5日 - 2月26日，《全12話》）- 飾演 高宮進 　※主演
  - 契×約 ─危險搭檔─（2022年1月13日－3月17日，日本電視台）- 飾演 野野村和彥
  - 能看到海的理髪店（2022年3月31日，NHK BS8K / 5月8日，NHK BS Premium）- 飾演 男同事
  - 汝之名（2022年4月6日 - 5月25日，東京電視台）- 飾演 河島宏治
  - 前男友←RETRY（2022年4月7日 - 5月26日，MBS）- 飾演 羽木昌
  - 純愛不協和音 第1話 - 第3話・第9話 - 最終話（2022年7月14日 - 28日・9月8日 - 22日，富士電視台）- 飾演 加賀美理
  - 父女變變變（2022年7月27日（26日深夜） - 9月14日（13日深夜），TBS電視台）- 飾演 川原恭一郎
  - 鵜頭川村事件（2022年8月28日 - 10月2日，WOWOW）- 飾演 金井誠
  - 再見的彼端 第2話（2022年9月29日，日本電視台） - 飾演 山脇浩一

- 2023年 - 2024年
  - 大奥「3代・德川家光×萬里小路有功 編」（2023年1月10日 - ，NHK） - 飾演 稻葉正勝
  - 無可奈何的我們的戀愛論（2023年1月19日 - 3月23日，讀賣電視台・日本電視台） - 飾演 筒見拓郎　※主演
  - Dr.Chocolate 第3話 - 第5話・第7話 - 最終話（2023年5月6日 - 5月20日・6月3日 - 6月24日，日本電視台） - 飾演 北澤司郎
  - 全裸開飯 第7話（2023年5月25日，關西電視台）
  - 絕對不可能～偵探·上水流涼子的解析～ 第8話（2023年6月5日，關西電視台・富士電視台） - 飾演 新藤達也
  - Halation Love（2023年8月5日 - 9月30日，朝日電視台）- 飾演 淺海恭介
  - 主播們的戰爭（2023年8月14日，NHK）- 飾演 並河亮
  - 大叔的愛－Returns－（2024年1月5日 - 3月1日，朝日電視台）- 飾演 武川政宗
  - ＃居酒屋新幹線2（2024年1月10日 - 2月28日，MBS・TBS《至第8話》、銀河頻道（2024年2月10日 - 3月16日，《全12話》）- 飾演 高宮進 　※主演
  - 密告之歌2 警視廳監察檔案（2024年8月11日 - 9月29日，WOWOW）
  - ROOM（2024年8月27日 - 9月24日，BS-TBS・BS-TBS 4K）- 飾演 南条オサム　※主演
  - 住宅區的兩人 第7話（2024年10月13日，NHK BS）- 飾演 中澤暖

- 2025年 - 2026年
  - 豈有此理〜蔦重繁華如夢故事〜（2025年1月5日 - ，NHK）- 飾演 德川家治
  - 秘密〜THE TOP SECRET〜（2025年1月20日 - 4月7日，關西電視台・富士電視台）- 飾演 瀧本幹生
  - 小鎮星熱點 第5話・第7話（2025年2月9日・2月23日，日本電視台）- 飾演 新座良幸
  - PJ航空救難團（2025年4月24日 - 6月19日，朝日電視台）- 飾演 大山順一

### 網路劇
- 東京女子圖鑑 第5話、第6話（2017年1月20日上線，Amazon）- 飾演 銀座和服店老闆，幸和
- 風和太陽的法庭 太陽篇（2017年3月24日、31日，Hulu）- 飾演 平山俊裕
- 只有我不存在的城市（2017年12月15日上線，Netflix）- 飾演 澤田真
- SICK'S 恕乃抄 ～內閣情報調查室特務專項專從係事件簿～（2018年4月上線，Paravi）- 飾演 板谷
- 田中圭 24小時電視（日语：田中圭24時間テレビ）（2018年12月15日 - 16日，AbemaTV）[34]
- 東京愛情故事2020（2020年4月29日 - 6月3日，FOD、亞馬遜Prime影音）- 飾演 和賀夏樹

### 舞台劇
- 請與我的妻子結婚（2014年，天王洲 銀河劇場） - 飾演 伊藤正藏
- 海上夫人（2015年5月13日 - 31日，新國立劇場 小劇場）
- 近代能樂集VIII〈道玄坂綺譚〉（2015年11月8日 - 21日，世田谷公共劇場）
- 家族的基礎〜大道寺家的人們〜（2016年9月6日 - 28日，Bunkamura蠶繭劇院）
- 鎌塚氏、腹におさめる（2017年8月5日 - 27日，本多劇場）
- ザ・空気 ver.2〜誰も書いてはならぬ〜（2018年6月23日 - 7月16日，東京藝術劇場）
- 中美共同體 Chimerica（2019年2月 - 3月，世田谷公共劇場）- 飾演 張偉
- 月之獸（2019年12月，紀伊國屋Hall）- 飾演 Aram

### 非戲院首映電影
- 超極道（2002年）
- 真・雀鬼（2002年 - 2004年）- 飾演 中原誠也
  - 11　奪われた死闘 片腕の代走屋
  - 12　卓上の反逆者たち
  - 17　魂を受け継ぐ者
  - 18　死神と呼ばれた男

### 其他電視節目
- 今夜はなまらナイト（NHK山形放送局） ※2008年以後演出
- 時代劇法廷（2011年10月10日，時代劇専門頻道） - 飾演 町奉行・大岡忠相
- 遠くへ行きたい（讀賣電視台）
  - 第2245回 會津 雪國之春 福島縣喜多方〜奥會津（2015年3月1日）
  - 第2393回 重新認識故鄉！雪國之華 山形 米澤〜尾花澤（2018年2月4日）
  - 第2431回 見ごろ食べごろ 往常陸之國！ 茨城 石岡〜常陸太田（2018年11月4日）
  - 第2465回 大自然と遊ぶ！とって隠岐の夏 島根 隠岐島（2019年7月7日）
  - 第2495回 早春の瀬戸内！城下町を丸かじり 山口 岩国～柳井（2020年2月9日）
- 大人のためのサイエンスファンタジー「トナリのウチュウ」（2015年10月17日，NHK BS Premium）
- 歴史秘話ヒストリア スペシャル episode2「よく学び よくまねろ!?」（2015年12月30日，NHK） - 飾演 我孫子武
- 林修の歴史ミステリー 徳川家260年最大の謎　隠された財宝3000億円徹底解明スペシャル（2016年12月21日，TBS） - 飾演 小栗上野介
- 日本印象派 「青之世界」（2017年11月11日，NHK BS Premium） - 旁白
- 世界ふれあい街歩き　ドラマチック 「ベネチア　伝説の迷宮」（2018年8月4日，NHK BS Premium） - 旁白
- The Nonfiction（富士電視台）- 旁白
  - 「仕事も恋も30代」日中共同制作第4弾（2018年8月19日）
  - 「占う男と占われる女」（2019年2月17日）
- 滿島光×江戶川亂步〈阿勢登場〉（2018年12月30日，NHK BS Premium）- 旁白
- やままる（2019年2月12日，NHK山形放送局）
- ターシャ・テューダーの森から「ひ孫たちの秋そして冬」（2019年2月13日，NHK BS Premium）- 旁白
- 晚安王子 第1話〈Pocket〉、特別篇（2019年2月13日、18日，NHK教育台）- 飾演 眞島秀和 店長
- 空からクルージング「シチリア一周の旅 三千年の時空を超えて」（2019年2月17日，NHK BS Premium）- 旁白
- テレメンタリ―2019「軍事機密の沈没船」（2019年8月11日，朝日電視台）- 旁白
- 日經特別節目「Gaia的拂曉」（2020年1月7日 - ，東京電視台）- 第三代旁白
- 人間の履歴書 -歯が語る 生きた証-（2020年3月28日、BS12） - 旁白
- 最後的米澤藩主 上杉茂憲（2020年4月22日，山形電視台） - 節目主持人

### MV
- 李敬子〈The Golden Rule〉（2019年）

### 廣告
- au
- 養樂多公司
- Tsumura & Co. 「漢方薬イメチェン運動」（2004年4月 - ）
- 味之素 烹大師　※與宮澤理惠合演
- 豐田汽車 「PASSO」『おおざっぱ』篇　（2007年1月） ※ 與加藤羅莎合演
- NAVITIME（2008年 - ）
- 日本可口可樂「喬亞」
  - 「会議」篇 - 吉田さん（2008年2月 - 5月）
  - 「天国のおばあちゃん」篇（2008年5月 - ）
- 百樂文具 「ボードマスター」 『窓ふき』篇（2008年 - ）
- 集英社文庫 2008夏の一冊 網路劇CM（2008年）
- 白兔牌 「エスタックイブ・新エスタックイブエース」 『ひきはじめ』篇 （2009年）
- ガリバー 2位じゃダメなんです！（2011年）
- 麒麟啤酒『のどごし生』 （2012年 - ） 與京野琴美演夫婦
- Panasonic Homes 集團「家族の絆」篇 （2013年）
- 豐田房屋公司 ずっと、ここが、我が家。「夫」篇 （2015年）　※在「妻」篇只有旁白
- 朝日飲料 グランドワンダ「リフレッシュ」篇 （2015年）
- Honda「VEZEL」
  - 「世界ヴェゼル」編（2016年9月，旁白）
  - 「もうひとつの日常へ」篇（2018年2月，旁白）
  - 「VEZEL TOURING」編（2019年1月，旁白）
- 普利司通『タイヤ館』 （2018年） ※與矢本悠馬合演
  - 「スタッドレスタイヤこそタイヤ館」篇
  - 「スタッドレスタイヤを買うならタイヤ館」篇
  - 「タイヤ選びでドライブ快適！」篇
- AEON RETAIL Co., Ltd.「にぎわい東北」（2019年） ※にぎわい東北大使
  - 「東北地區限定｜にぎわい東北」（2019年3月 - ）
  - 「東北地區限定｜にぎわいニュース【NGW】サバ篇」（2019年3月 - ） - 扮演 主播

### 廣播劇
- FMシアター「父さんの花笠」（2008年8月23日，NHK-FM）
- 青春アドベンチャー「秘密の花園」（2014年2月24日 - 28日，NHK-FM）
- FMシアター「迷走」（2015年1月24日，NHK-FM）
- SOUNDS OF STORY〜ASADA JIRO LIBRARY〜「遠別離」（2015年2月28日，J-Wave）

### 書籍
- 眞島秀和 PHOTO BOOK『MH』（2019年9月7日，WANI BOOKS）

### 其他
- back number　5th Album「シャンデリア」初回限定盤B【CD＋DVD】（2015年12月9日發售）短片「それでもなおできることのすべてを君に」 - 演出
- Audible 《最後に手にしたいもの》作者：吉田修一　木楽舎（2017年12月15日開始下載）- 有聲書朗讀
- 山形県警察 重点施策後方動画（2020年4月24日 - ） ※山形県警察本部広報相談課 官方YouTube頻道發布
  - 「災害時における早期避難」
  - 「特殊詐欺対策」
  - 「無施錠対策」
  - 「やまがた110ネットワーク」
  - 「夜行反射材の活用」

## 註解
1. ↑  . オリコン芸能人事典.   [2018-11-05]. （原始内容存档于2021-02-24）.
2. ↑  . 米沢市Official Web Site.   [2018-11-03]. （原始内容存档于2021-02-23）.
3. 1 2 3 4 5  . fabulous act（Vol.10）: P. 110 - P. 123.
4. ↑  岸たけし　公式ブログ. .   [2019-04-04]. （原始内容存档于2019-04-04）.
5. ↑  . 毎日新聞.   [2018-11-05]. （原始内容存档于2020-09-24） （日语）.
6. ↑  . ZERO☆23（Vol.220 2018年8月號）.
7. 1 2  . J Movie Magazine Vol. 23: P.96 - P.97.
8. ↑  . マイナビ ニュース.   [2019-04-01]. （原始内容存档于2021-03-05）.
9. ↑  . ciatr.   [2018-11-05]. （原始内容存档于2020-11-25）.
10. ↑  . grapee.   [2018-12-09]. （原始内容存档于2019-06-10）.
11. 1 2 3  . 洋泉社. : P.68 - P.81.
12. ↑  . dogatch.jp （日语）.
13. ↑  .   [2019-03-27]. （原始内容存档于2020-10-27）.
14. ↑  米沢市役所. .[永久]
15. ↑  .   [2019年3月21日]. （原始内容存档于2019年3月21日）.
16. ↑  . MANTANWEB（まんたんウェブ）.   [2020-09-04]. （原始内容存档于2021-03-03） （日语）.
17. 1 2  .
18. ↑  . Classy（2018年9月號）: P. 212.
19. ↑  . dogatch.jp.   [2020-09-04]. （原始内容存档于2020-10-24） （日语）.
20. ↑  . ザテレビジョン.   [2018-12-09]. （原始内容存档于2021-02-13）.
21. ↑  . 週刊女性（2012.6.19）: P.185.
22. ↑  . 2013-06-07  [2018-11-05]. （原始内容存档于2019-04-01）.
23. ↑  . 週刊ザテレビジョン（2018年11月3日號）.
24. 1 2  . ナタリー.   [2019-04-04]. （原始内容存档于2020-05-09）.
25. ↑  . 男優倶楽部: P.98-99.
26. ↑  . ザテレビジョン.   [2018-11-05]. （原始内容存档于2020-12-25） （日语）.
27. 1 2  . fabulous act（Vol. 4）: P. 130 - P. 149.
28. ↑  . TVガイドPerson Vol. 75: P.56 - P.59.
29. ↑  . ELLE.   [2018-10-29]. （原始内容存档于2020-11-01）.
30. ↑  .   [2019-03-21]. （原始内容存档于2020-11-01）.
31. ↑  . on.cc東網. 2019年11月12日.
32. ↑  . www.msn.com.
33. ↑  zazousオフィシャル. . Twitter.   [2020-09-04]. （原始内容存档于2020-08-24） （英语）.
34. ↑  . AbemaTIMES. 2018-12-12  [2018-12-12]. （原始内容存档于2018-12-15） （日语）.